# Heinrich Brandes
Heinrich Wilhelm Brandes (Groden, toenmalige gemeente Ritzebüttel, tegenwoordig deel van Cuxhaven, 27 juli 1777 – Leipzig, 17 mei 1834) was een Duits hoogleraar natuurkunde aan de Universiteit van Breslau (tegenwoordig Wrocław) en is bekend als de uitvinder van de eerste weerkaarten. Hij ontwikkelde tussen 1816 en 1820 het concept voor een reeks zogenaamde synoptische weerkaarten die hij baseerde op waarnemingen verricht door het meetnet van het Mannheim Genootschap. Hij schreef over het verband tussen luchtdruk verdeling en wind en zag kans aan de hand van kaarten vast te stellen dat stormen steeds in de buurt van lagedrukgebieden optraden. In 1855 zou dit pas door de Amerikaan William Ferrel als wetmatigheid worden omschreven, het was echter Buys Ballot door verbeteringen van de weerkaarten en door publicaties in 1857 van zijn "wet van Buys-Ballot" wereldberoemd werd. 
De kaarten van Brandes lieten hoge- en lagedrukgebieden boven Europa zien, maar waren echter niet geschikt voor de weersverwachting, omdat het weer al was veranderd tegen de tijd dat alle informatie wereldkundig kon worden gemaakt. De kaarten konden echter de tot dan toe bestaande hypothese van ronddraaiende winden en convergentie in het centrum van een lagedrukgebied bevestigen, en hadden daarmee hun nut bewezen.
Pas na de uitvinding van de telegraaf in 1843 door Samuel Morse (1791-1872) werd de snelle uitwisseling van informatie mogelijk en daardoor ook de synoptische weersverwachting.
- Gemeinsame Normdatei: 100055427
- International Standard Name Identifier: 0000 0001 0984 0987
- Library of Congress Control Number: n87813138
- Mathematics Genealogy Project: 65162
- Nationale Bibliotheek van Tsjechië: hka2009498626
- Nationale bibliotheek van Australië: 36039457
- Nationale Bibliotheek van Israël: 987011946258605171
- Nationale Bibliotheek van Polen: a0000002259188
- Nederlandse Thesaurus van Auteursnamen: 12983940X
- LIBRIS: 299919
- SNAC: w6b8604r
- Système universitaire de documentation: 163850232
- Trove: 1197152
- Virtual International Authority File: 69269327
- WorldCat: E39PBJd3JWpP8qTYDv9B9rtBT3

1. ↑  Mathematics Genealogy Project; geraadpleegd op: 10 augustus 2016; taal van werk of naam: Engels; MGP-identificatiecode: 65162.